# Trận Yellow Tavern

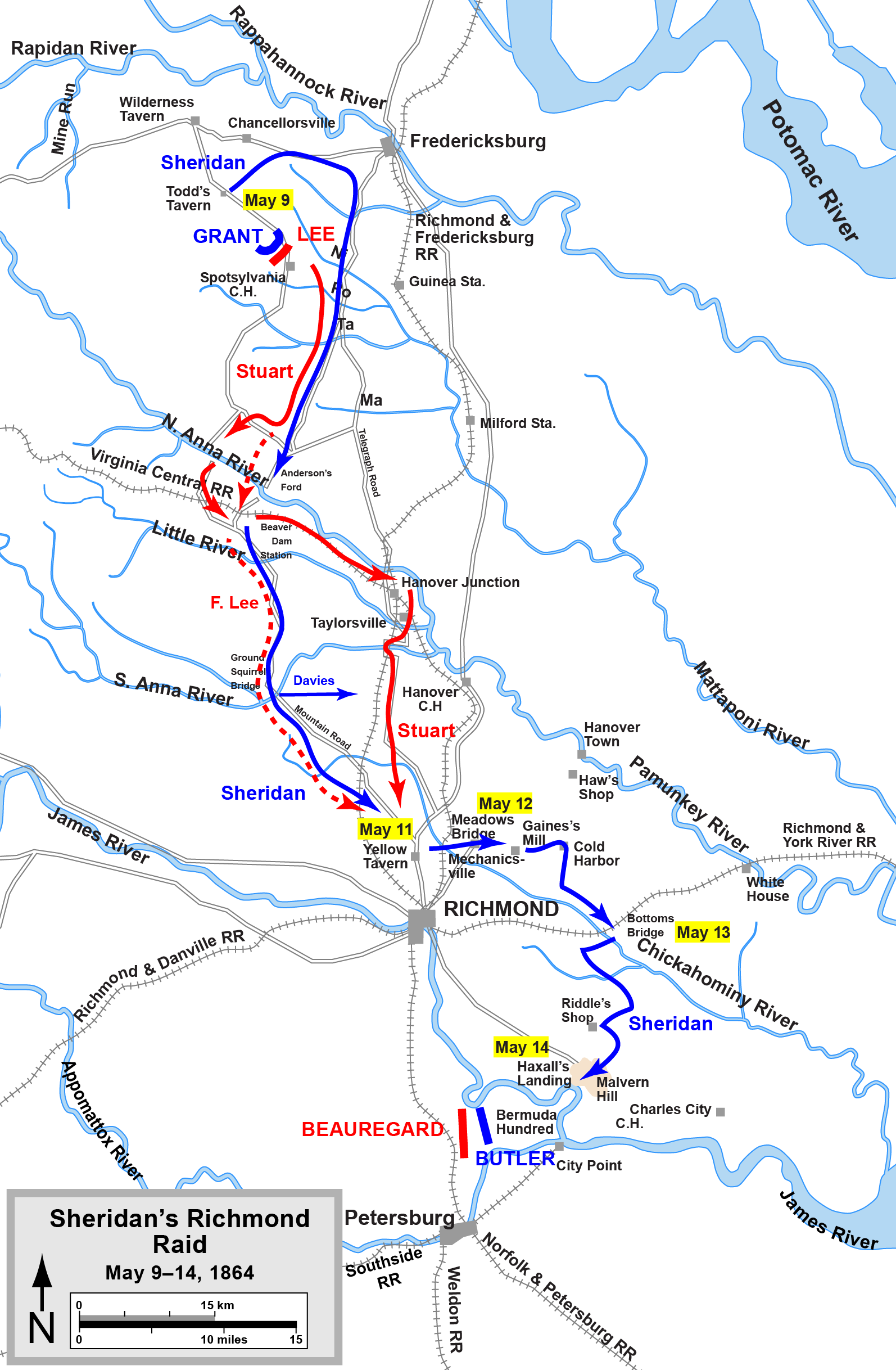
Cuộc đột kích Richmond của Sheridan, trong đó có các trận đánh tại Yellow Tavern và Meadow Bridge

Trận Yellow Tavern xảy ra ngày 11 tháng 5 năm 1864, là một trận đánh trong chiến dịch Overland thời Nội chiến Hoa Kỳ. Kỵ binh của Liên bang miền Bắc dưới quyền thiếu tướng Philip Sheridan đã tách khỏi Binh đoàn Potomac để tiến hành một cuộc đột kích vào Richmond, Virginia và thách thức viên tư lệnh chỉ huy kỵ binh huyền thoại của Liên minh miền Nam là thiếu tướng J.E.B. Stuart. Trong trận này, lực lượng miền Nam bị áp đảo về số lượng cũng như hỏa lực, tướng Stuart đã bị bắn trọng thương trong khi đang cố gắng củng cố binh sĩ và chết vào ngày hôm sau.

## Bối cảnh
Năm 1864, trung tướng Liên bang miền Bắc Ulysses S. Grant mở chiến dịch Overland đánh Binh đoàn Bắc Virginia do đại tướng Robert E. Lee chỉ huy. Hai bên đã đánh nhau bất phân thắng bại trong trận Wilderness và sau đó là trong cuộc đụng độ ác liệt tại trận Spotsylvania. Đến lúc này, thiếu tướng Philip Sheridan, chỉ huy kỵ binh của miền Bắc không hài lòng với vai trò của mình trong chiến dịch. Quân đoàn Kỵ binh của ông vốn trực thuộc binh đoàn Potomac, dưới quyền thiếu tướng George G. Meade, người vẫn chịu trách nhiệm báo cáo với Grant. Meade điều động các lực lượng của Sheridan làm công việc truyền thống là bảo vệ và trinh sát, trong khi Sheridan thấy được giá trị sử dụng của Quân đoàn Kỵ binh là một vũ khí tiến công hoạt động độc lập với những cuộc đột kích phạm vi rộng vào khu vực sau lưng đối phương. Ngày 8 tháng 5 năm 1864, Sheridan không thông qua Meade, đề nghị thẳng lên Grant rằng nếu để cho Quân đoàn Kỵ binh của ông được nới lỏng tự do hoạt động như một đơn vị độc lập, ông sẽ có thể đánh bại "Jeb" Stuart, một địch thủ đáng sợ của quân miền Bắc. Grant thấy có hứng thú và đã thuyết phục Meade về đề nghị của Sheridan.
Ngày 9 tháng 5, lực lượng kỵ binh hùng mạnh nhất từng thấy tại Mặt trận miền Đông với hơn 10.000 quân kỵ và 32 khẩu pháo do Sheridan chỉ huy đã tiến về phía đông-nam, vòng ra phía sau quân của tướng Lee. Cuộc hành quân có 3 mục tiêu: một, cắt đứt nguồn tiếp tế của Lee bằng cách phá hủy các đường xe lửa và quân nhu; hai, đe dọa thủ phủ miền Nam là Richmond nhằm đánh lạc hướng Lee; và ba, quan trọng nhất, đánh bại danh tướng kỵ binh Jeb Stuart của quân Liên minh miền Nam.

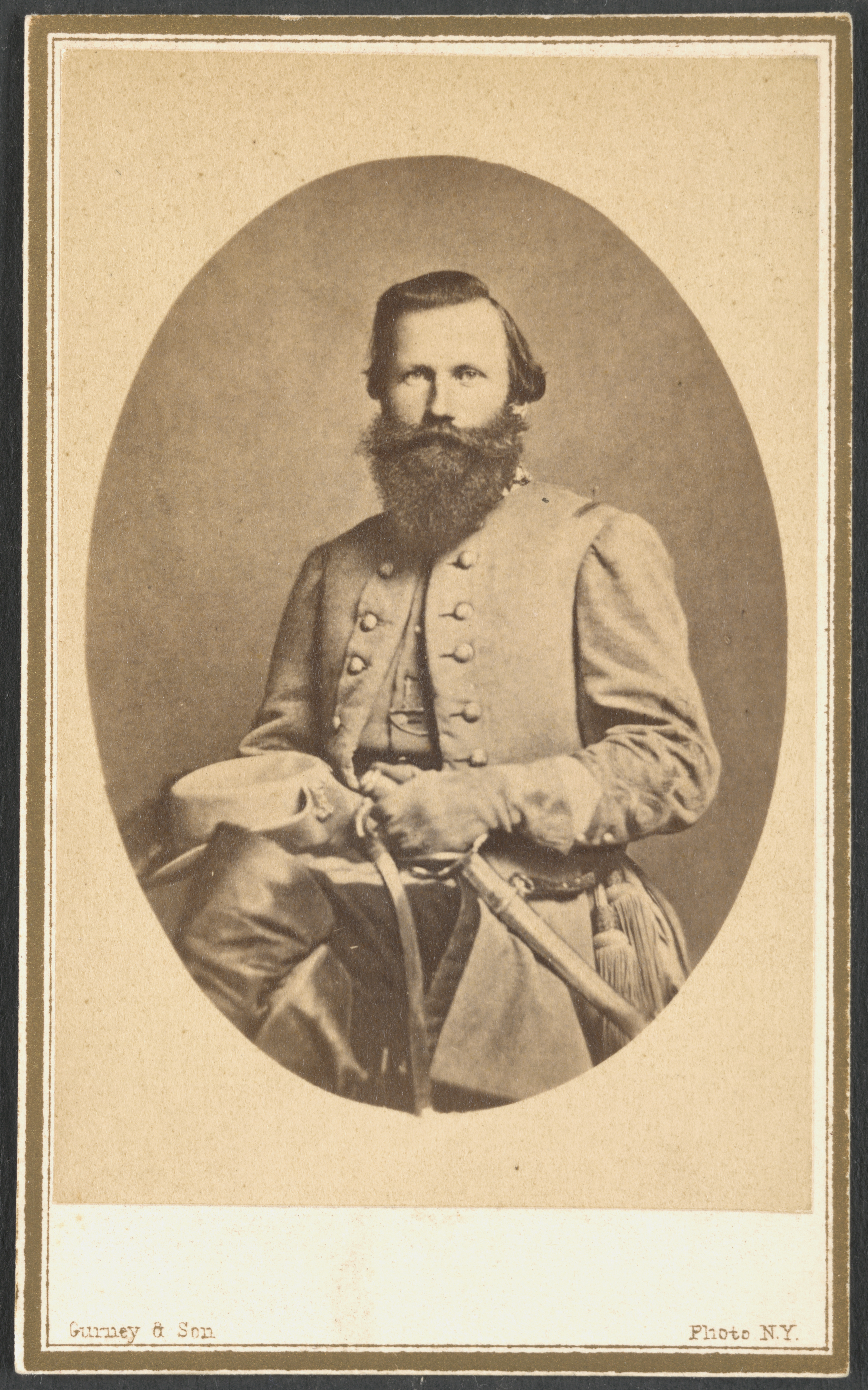
Tướng Jeb Stuart

Đội ngũ quân kỵ miền Bắc có lúc trải dài đến hơn 21 km, đã tiếp cận căn cứ tiếp vận của miền Nam tại trạm Beaver Dam Station tối hôm đó. Quân miền Nam đã kịp phá hủy nhiều hàng hóa quân sự quan trọng trước khi quân miền Bắc đến nơi. Sheridan liền cho quân lính phá rất nhiều toa xe lửa cùng 6 đầu máy của Đường sắt Trung tâm Virginia, các dây điện tín, và cứu thoát 400 lính miền Bắc trước đó bị quân miền Nam bắt làm tù binh trong trận Wilderness.

## Diễn biến
Stuart dẫn 4.500 quân miền Nam đến đóng chặn giữa Sheridan và thủ phủ Richmond. Quân đội hai bên gặp nhau trưa ngày 11 tháng 5 tại Yellow Tavern, một khách sạn bỏ hoang cách Richmond 10 km về phía bắc. Quân miền Bắc không chỉ có quân số áp đảo quân miền Nam với 3 sư đoàn chọi 2 lữ đoàn, mà còn được trang bị loại súng trường bắn nhanh Spencer hiện đại tạo hỏa lực vượt trội. Tuy nhiên quân miền Nam vẫn kiên trì kháng cự trên một đỉnh đồi thấp sát con đường dẫn đến Richmond trong hơn 3 tiếng đồng hồ. Một đợt phản kích của Trung đoàn Kỵ binh Virginia số 1 đã đẩy lui quân miền Bắc đang tiến đến ra khỏi đỉnh đồi khi được Stuart cưỡi ngựa hét lớn khích lệ. Lúc Trung đoàn Kỵ binh Tình nguyện Michigan số 5 rút lui qua chỗ Stuart, John A. Huff, một binh nhì 48 tuổi bị mất ngựa của miền Bắc, vốn là một xạ thủ, đã quay lại và bắn trúng Jeb Stuart  bằng khẩu súng lục cỡ nòng 0,44 của mình ở khoảng cách chừng 10 đến 30 thước Anh. Ngày hôm sau Stuart chết tại Richmond.
Chiến sự vẫn tiếp diễn trong vòng một tiếng đồng hồ sau khi Stuart bị thương, thiếu tướng Fitzhugh Lee lên thay làm chỉ huy tạm thời.

## Hậu quả
Quân miền Bắc mất 625 lính kỵ, nhưng bắt được 300 tù binh miền Nam và cứu thoát khoảng 400 lính miền Bắc. Sheridan ngưng chiến, kéo quân tiến về Richmond. Mặc dù bị cám dỗ về việc vượt qua tuyến phòng thủ yếu ở phía bắc thành phố, cuối cùng họ vẫn nhắm hướng nam băng qua sông Chickahominy hợp quân với thiếu tướng Benjamin Butler đang đóng tại sông James. Sau khi tái cung ứng cùng Butler, quân của Sheridan trở lại với Grant tại Chesterfield Station ngày 24 tháng 5.
Cuộc đột kích của Sheridan giành được thắng lợi trước một đối phương thua kém về số lượng tại Yellow Tavern, nhưng nói chung không thu được gì nhiều. Thành tích đáng kể duy nhất của họ là cái chết của Jeb Stuart, tướng chỉ huy kỵ binh lão luyện nhất của Robert E. Lee, nhưng đổi lại là trong suốt hai tuần lễ Binh đoàn Potomac đã không có lực lượng kỵ binh trực tiếp cho hoạt động bảo vệ hay trinh sát. Như Gordon C. Rhea đã nhận xét:
| “                 | Xét tình hình chung, cuộc đột kích của Sheridan đã cho thấy một sai lầm đắt giá. Truy đuổi Stuart là một hoạt động phụ khác so với toàn bộ chiến dịch, vốn được quyết định kết quả bởi những gì mà lục quân làm được tại Spotsylvania. Bằng cách bỏ mặt trận giao tranh chính để theo đuổi cuộc đột kích bất thường của mình về phía nam, Sheridan đã lấy đi của Grant một nguồn lực quan trọng. Thắng lợi của ông tại Yellow Tavern chỉ là một sự an ủi nhỏ nhoi cho các binh sĩ áo xanh ngồi trong chiến hào trên thị trấn tòa án. Sự vắng mặt của Sheridan gây bất lợi cho Grant tại Spotsylvania cũng nhiều như cách mà sự vắng mặt của Stuart tại Gettysburg đã gây bất lợi cho Lee. | ” |
| — Gordon C. Rhea, | |   |